# Radoslav Kirilov
Radoslav Kirilov (búlgaro: Радослав Кирилов; Simitli, 29 de junio de 1992) es un futbolista búlgaro que juega como delantero para el P. F. C. Levski Sofia de la Primera Liga de Bulgaria.

## Selección nacional
Ha sido internacional con Bulgaria en 21 ocasiones.

## Clubes
| Club                                 | País     | Año       |
| ------------------------------------ | -------- | --------- |
| Rimini Calcio                        | Italia   | 2009-2010 |
| A. C. ChievoVerona                   | Italia   | 2010-2019 |
| A. C. Lumezzane (cedido)             | Italia   | 2012-2013 |
| Carpi F. C. 1909 (cedido)            | Italia   | 2013-2014 |
| Venezia F. C. (cedido)               | Italia   | 2014      |
| U. S. Cremonese (cedido)             | Italia   | 2014-2015 |
| F. C. Südtirol (cedido)              | Italia   | 2015-2016 |
| P. F. C. Beroe Stara Zagora (cedido) | Bulgaria | 2016-2017 |
| F. C. Pirin Blagoevgrad (cedido)     | Bulgaria | 2017-2018 |
| Vis Pesaro 1898 (cedido)             | Italia   | 2018-2019 |
| P. F. C. Slavia Sofia                | Bulgaria | 2019-2022 |
| F. C. CSKA 1948 Sofia                | Bulgaria | 2022-2025 |
| P. F. C. Levski Sofia                | Bulgaria | 2025-     |